# احمد عبدالله
احمد عبدالله (انگلیسی: Achmed Abdullah؛ ۱۲ مه ۱۸۸۱–۱۲ مه ۱۹۴۵) یک فیلم‌نامه‌نویس، پدیدآور و رمان‌نویس اهل انگلستان بود.

## فیلم‌شناسی
- Pagan Love (۱۹۲۰) (داستان و فیلم‌نامه - "The Honourable Gentleman")
- Bucking the Tiger (۱۹۲۱) (داستان)
- The Remittance Woman (۱۹۲۳) (رمان)
- دزد بغداد (۱۹۲۴) (فیلم‌نامه)
- چنگ (۱۹۲۷) (زیرنویس)
- Su última noche (۱۹۳۱) (اقتباس)
- قاتل حرفه‌ای (۱۹۳۲) (play "The Honorable Mr. Wong")
- زندگی بنگال لانسر (۱۹۳۵) (فیلم‌نامه)